# Thomas Le Seur
Thomas Le Seur OFM (* 1. Oktober 1703 in Rethel, Frankreich; † 26. September 1770 in Rom) war ein französischer Ordenspriester, Mathematiker und Physiker.

## Leben
Le Seur war Franziskanerpater und Professor für Mathematik am Kolleg der Propaganda fide in Rom. Mit seinem Professorenkollegen François Jacquier (1711–1788, auch Jaquier), ebenfalls Franziskaner, gab er eine Neuausgabe von Isaac Newtons „Philosophiae Naturalis Principia Mathematica“ mit ausführlichem Kommentar heraus, die 1739 bis 1742 in Genf erschien, und an der auch andere Wissenschaftler mitarbeiteten. In den Kommentaren wurden auch Ableitungen mit Methoden der Infinitesimalrechnung in kontinentaleuropäischer Form nach dem Leibniz-Kalkül gegeben (Newton selbst stellte seine Beweise in der Principia noch mit klassisch geometrischen Methoden dar). Sie schrieben auch ein Analysis-Lehrbuch (Memoir sur le calcul intégral, Rom, 1748).
Bekannt sind beide auch dafür, dass sie für die Sanierung der Kuppel des Petersdoms zusammen mit dem jesuitischen Wissenschaftler Ruger Boscovich 1742 das erste erhaltene statische Gutachten schrieben. Dies wurde von Hans Straub als „Geburtsstunde des modernen Bauingenieurswesens“ bezeichnet. Vorher waren mathematische Berechnungen in der Bautechnik nicht üblich und die Verwendung der Mathematik bei der Sanierung von Michelangelos Kuppel wurde auch prompt von Zeitgenossen kritisiert. In der Kuppel hatten sich Risse gebildet, und die Berechnung der drei Mathematiker kam zu dem Ergebnis, dass die vorhandenen kreisförmigen Zugringe, die den Gewölbeschub auffangen sollten, zu schwach dimensioniert waren. Sie veröffentlichten ihre Arbeit 1743 (Parere di tre mattematici sopra i danni che si sono trovati nella Cupola di S.Pietro sul fine de l’anno 1742). Der Papst gab auch noch beim Professor in Padua (und Wasserbauingenieur für die Republik Venedig) Giovanni Poleni ein weiteres Gutachten in Auftrag, das bezüglich der Ursachen zwar gänzlich anderer Ansicht war (Poleni machte Erdbeben, ungleichmäßige Lasten und damit Setzungen, Blitzeinschläge verantwortlich), aber auch verstärkte Zugringe empfahl.
In der kommentierten Newton-Ausgabe von Jacquier und Le Seur von 1742 findet sich auch der experimentelle und theoretische Beweis, dass die Kraft eines Magneten mit {\displaystyle {\frac {1}{r^{3}}}} abfällt (Dipol-Feld). Dieses Verhalten wurde schon von Newton in der zweiten Auflage seiner Principia von 1713 angenommen, direkte experimentelle Beweise standen ihm aber nicht zur Verfügung. Die auf Newtons Anregung von Francis Hauksbee, Brook Taylor und Edmund Halley 1712 durchgeführten Versuche (oder noch früher die von Robert Hooke) waren nicht eindeutig. Newton gab auch keine Ableitung des kubischen Kraftgesetzes. Das geschah erst in der Ausgabe von Jacquier und Le Seur, wobei dieser Kommentar zu Korollar 5, Proposition 6 in Buch 3 von Newtons Principia wahrscheinlich von Jean-Louis Calandrini (1703–1758), einem Professor an der Universität Genf stammt, der auch die Experimente durchführte.
Le Seur war seit 1745 korrespondierendes Mitglied der Académie des sciences und seit 1749 auswärtiges Mitglied der Berliner Akademie der Wissenschaften.

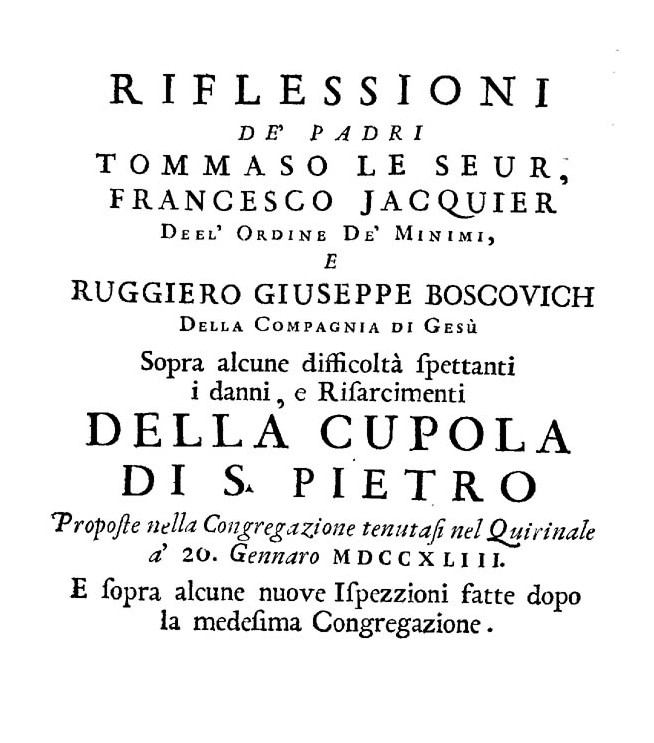
Riflessioni sopra alcune difficoltà spettanti i danni e risarcimenti della cupola di S. Pietro, 1743